# Erchim
Erchim (Mongools: Эрчим) is een Mongoolse semi-professionele voetbalclub uit de hoofdstad Ulaanbaatar, uitkomend in de Premier League van Mongolië. Sinds de oprichting in 1994 is de club 11 keer landskampioen geworden. In 2017 kwalificeerde Erchim zich als eerste Mongoolse club voor de AFC Cup.
Erchim heeft een eigen stadion, in tegenstelling tot de andere voetbalclubs uit de hoofdstad, die het MFF Football Centre moeten delen. Uitwedstrijden worden echter in het Nationale Sportstadion van Mongolië gespeeld.

## Prijzen
- 12x Mongolische Premier League
- 9x Mongolische voetbalbeker
- 6x Mongolische Super Cup